# オリアンナ・サントゥニオーネ
オリアンナ・サントゥニオーネ（伊: Orianna Santunione, 1930年9月1日- 2023年12月16日、生年は1934年としているものもあり）はイタリアのソプラノ歌手。エミリア＝ロマーニャ州 サッスオーロ出身。

## 経歴[編集]
ミラノ音楽院でカルメン・メリスに師事。1959年にウンベルト・ジョルダーノの「フェドーラ」でデビューした。以降、イタリア国内を中心に世界的に活躍した。
1960年10月13日のベルガモのドニゼッティ劇場でのガエターノ・ドニゼッティの「ピグマリオン」の初演に参加。1963年にはルイジ・ケルビーニの「アリ・ババ」の近代蘇演でスカラ座にデビュー、以後同劇場には1966年のヴェルディの「シモン・ボッカネグラ」や1967年のジョルダーノの「マダム・サン・ジェーヌ」など1974年まで出演した。
日本には日本放送協会の1973年の第7回NHKイタリア歌劇団公演の「アイーダ｣で来日した。同公演のビデオは2003年にDVDとして発売された。正式な録音は本公演のみで、正規録音は遺されていない。
2023年12月16日ミラノ の Casa di Riposo per Musicistiにて93歳で死去。

## レパートリー[編集]
主なレパートリーは、ジュゼッペ・ヴェルディの「ナブッコ」、 ｢エルナーニ」、「イル・トロヴァトーレ｣､「仮面舞踏会」、「運命の力」、｢ドン・カルロ｣､「アイーダ」、「シモン・ボッカネグラ」、「オテロ」を中心に、ルイジ・ケルビーニの「アリ・ババ」､｢メデア」、サヴェリオ・メルカダンテの「Elena da Feltre」、ガエターノ・ドニゼッティの「ピグマリオン」、アミルカレ・ポンキエッリの「ラ・ジョコンダ」、ルッジェーロ・レオンカヴァッロの「道化師」、ジャコモ・プッチーニの「トスカ」、「西部の娘」、ジョルダーノの「アンドレア・シェニエ｣､「マダム・サン・ジェーヌ」､ジョルジョ・フェデリコ・ゲディーニの「バッコスの信女」などのイタリアの作曲家によるもの。
他にリヒャルト・ワーグナーの「ローエングリン｣を歌った上演記録もある。